# Campo Elías
Campo Elías é um município da Venezuela localizado no estado de Mérida.
A capital do município é a cidade de Ejido.